# 张帆 (政治人物)
张帆（1957年—），福建福州人，汉族，中华人民共和国文学理论家、作家、政治人物，中国民主促进会会员。曾任民进中央副主席、福建省委主委、福建省政协副主席。第十、十一、十二届全国政协常委。

## 生平
2008年，当选第十一届全国政协常务委员，代表中国民主促进会，分入第九组。